# Xahr Yagul Yuhargib
Xahr Yagul Yuhargib fou rei de Qataban al final del segle i aC i començament del segle i dC.
Va succeir el seu pare Hawfi`am Yuhan`im que l'havia associat al govern. Existeixen diverses inscripcions on apareix només com "rei de Qataban" i el de "mukarrib de Qataban", però aquest segon, després d'ell no torna a aparèixer. Una inscripció minea de Baraqix testimonia que Waqah'il Yatha i el seu fill Iliyafa Yaixur, que foren els darrers reis de Ma'in, eren contemporanis de Xahr Yagul Yuhargib de Qataban. Com que aquests reis mineus devien regnar al final del segle i aC caldria datar aquest rei a la part final d'aquest segle i inici del següent. Una inscripció trobada a Tamna esmenta a Xahr Yagul Yuhargib a l'inici del segle i dC, i confirma d'una part el final del regne de Ma'in i d'altra banda l'existència d'un únic Xahr Yagul Yuhargib fill d'Hawfi`am Yuhan`im que també és compatible amb l'examen paleogràfic de les inscripcions; el tipus de moneda que va encunyar, amb doble efígie, confirmaria l'inici del segle i dC com a data de regnat. El va succeir el seu fill Waraw'il Ghaylan Yuhan`im que no se sap que hagués estat associat al tron,